# Lorenzo Ranelli
Lorenzo Ranelli (Colleferro, Italia, 5 de junio de 1996) es un futbolista italiano. Juega de Mediocampista y su actual equipo es el Frosinone Calcio de la Serie A de Italia.

## Clubes
| Club             | País   | Año             |
| ---------------- | ------ | --------------- |
| Frosinone Calcio | Italia | 2014 - Presente |